# Gaudapada
Gaudapada (Sanskrit: गौडपाद; fl. c. 6. vek), koji se takođe naziva Gaudapadakarja (Gauḍapādācārya), bio je ranosrednjovekovni hinduistički filozof i učenjak Vedanta škole hinduističke filozofije. Iako su detalji njegove biografije nesigurni, njegove ideje su inspirisale druge poput Adija Šankara koji ga je nazvao Paramaguru (najviši učitelj).
Gaudapada je bio autor ili prevodilac Mandukia Karika (Māṇḍukya Kārikā), takođe poznatog kao Gaudapada karika. Tekst se sastoji od četiri poglavlja (koje se takođe nazivaju četiri knjige), od kojih se u Poglavlju četiri koristi budistička terminologija, pokazujući tako da je na njega uticao budizam. Međutim, doktrinarno Gaudapadovo delo je vedantinsko, a ne budističko. Prva tri poglavlja Gaudapadinog teksta uticala su na tradiciju Advajta Vedante. Delovi prvog poglavlja koji uključuju Mandukiju Upanišad smatrani su validnim pisanim izvorom škola dvajtske i višistadvajtske tradicije u Vedanti.

## Datumi
Vek u kome je Gaudapada živeo i njegovi životni detalji su nedovoljno poznati. Procene se razlikuju od početka 6. do 7. veka. Njegovo doba se generalno datira na bazi procena za Adija Šankara, čiji učitelj Govinda Bhagavatpada se pretpostavlja da je direktni učenik Gaudapade. Šankara u nekim tekstovima navodi Gaudapadu kao „učitelja učitelja” koji poznaje tradiciju Vedante (sampradaja-vit). Pretpostavljajući koliko dugo i kada su živeli, procenjuje se da je Gaudapada živeo negde u 7. veku pre nove ere. Alternativno, navodi Poter, izraz „učitelj učitelja” ne treba shvatiti doslovno, već više u smislu druge fraze koja se koristi za Gaudapadu, naime Paramaguru (najviši učitelj). Moguće je da je on bio guru učitelja Sankare, ali verovatno je bio udaljeniji guru, navodi Mičael Komans (aka Vasudevačarja).
Druga procena postavlja ga oko početka 6. veka. Ta se procena zasniva na budističkoj literaturi, a naročito na naučnicima Bhavaviveka, Santaraksita i Kamalasila koji citiraju Gaudapada karike. Bhavaviveka je bio savremenik Darmapale, navodi Karl Poter, dok kineski tekstovi i putni dokumenti postavljaju Darmapalu u sredinu 6. veka. Pod pretpostavkom da su budistički i kineski zapisi pouzdani, a da je Bhavaviveka citirao Gaudapada karike, Gaudapada je morao da živi oko 500. godine, ili negde u prvoj polovini 6. veka. Sigurno je da je Gaudapada živeo posle 4. veka, jer navodi neke budističke poglede na Nagarjunu i Asangu, potonjeg od kojih razni izvori stavljaju u Indiju 4. veka.

## Mandukja Karika

### Autorstvo
Gaudapada je napisao ili sastavio Māṇḍukya Kārikā, takođe poznatu kao Gauḍapāda Kārikā i kao Āgama Śāstra. Neki naučnici, navodi Karl Poter, sumnjaju da je Gaudapāda Kārikā napisao jedan autor.
Mandukja Karika je sažeto objašnjenje, u obliku stihova, doktrina u Mandukja Upanišadi, jednoj od najkraćih, ali dubokih Upanišada, koja se sastoji od samo 12 rečenica. Čak i pre vremena Adija Šankare, Mandukja Upanišad se smatrao Šrutijem, ali nije bio posebno važan tokom njegove ere. U kasnijim periodima dobija veću vrednost i izražava upanišadsku suštinu. Karika, naročito, predstavlja racionalne argumente iz stanja sna, beskonačnosti i konačnosti, prostora i vremena, uzročnosti, dezintegracije i generisanja u prilog doktrine advajte.
Mandukja Karika je najranija postojeća sistematska rasprava o Advajta Vedanta, iako to nije najstarije delo koje predstavlja advajtska gledišta, niti jedino pre-Sankarsko delo sa istom vrstom učenja. Prema Hadžime Nakamuri, ne samo da je Gaudapada Karika cenjena u tradiciji Advajta, već je tekst bio cenjen i veoma poštovan u hinduističkim školama Višistadvajta i Dvajta Vedanta. Gaudapadin tekst, dodaje Nakamura, je bio cenjen, ali ga nisu smatrali srutijem od strane Advajta učenjaka, dok su Ramanudža i Madvačarja iz neadvajtskih škola smatrali da je njegovo prvo poglavlje Sruti.

### Sadržaj
Gaudapadija Karika ima 215 odmerenih stihova koji su podeljeni u četiri poglavlja:
- Prvo poglavlje (29 stihova) — Agama, ili Agama Prakarana (tradicionalna doktrina, uključuje 12 stihova Mandukja Upanišade)[26][21]
- Drugo poglavlje (38 stihova) — Vajtatja Prakarana (Nestvarnost)[27]
- Treće poglavlje (48 stihova) — Advajta Prakarana (Nedvojnost)[28]
- Četvrto poglavlje (100 stihova) — Alatasanti Prakarana (Mir ognjenog zrna)[29]

Hronološki, prema Hadžime Nakamuri, budistički tekstovi koji citiraju Gaudapada Karikasa impliciraju da su vedantske ideje u prva tri poglavlja iz ranijih epoha. Većina trećeg poglavlja kompilacije Gaudapada Karika bila je završena do 400–500 godine, navodi Nakamura. On procenjuje da je najveći deo prvog poglavlja završen do 300–400. godine, dok se drugo poglavlje koje pretpostavlja Prvo poglavlje može datirati da je uglavnom završeno nakon prvog poglavlja, ali pre trećeg poglavlja. Većina četvrtog poglavlja napisana je negde između 400. i 600. godine.

## Napomene
1. ↑  Nakamura notes that there are contradictions in doctrine between the four chapters.[6]
2. ↑  Karika is defined by Monier-Williams as "concise statement in verse of (esp. philosophy and grammar) doctrines" in the Indian traditions.[18]

## Literatura
- Bhatta, Rathnakara (2013). Shree Shankarayana (May. 2013), pp. 190–380.
- Michael Comans (2000). The Method of Early Advaita Vedānta: A Study of Gauḍapāda, Śaṅkara, Sureśvara, and Padmapāda. Motilal Banarsidass. ISBN 978-81-208-1722-7.
- Garfield, Jay L.; Priest, Graham (2003), Nagarjuna and the Limits of Thought, Philosophy East & West 53  (1):  1–21[[Категорија:Cite journal]] (PDF) Сукоб URL—викивеза (помоћ)
- Isaeva, Natalia V. (1995). From Early Vedanta to Kashmir Shaivism: Gaudapada, Bhartrhari, and Abhinavagupta. State University of New York Press. ISBN 978-0-7914-2449-0.
- Kalupahana, David J. (1994), A History of Buddhist Philosophy, Delhi: Motilal Banarsidass Publishers Private Limited
- Kochumuttom, Thomas A. (1999), A Buddhist Doctrine of Experience. A New Translation and Interpretation of the Works of Vasubandhu the Yogacarin, Delhi: Motilal Banarsidass
- Nakamura, Hajime (2004), A History of Early Vedanta Philosophy. Part Two, Delhi: Motilal Banarsidass Publishers Private Limited
- Gauḍapāda Ācārya; Śaṅkarācārya; Nikhilananda, Swami; V Subrahmanya Iyer (1990). Māṇḍūkyopaniṣad : with Gauḍapāda's Kārikā and Saṅkara's commentary. Calcutta: Advaita Ashrama. ISBN 81-7505-022-5.
- Potter, Karl. H. (1981), Gaudapada, Encyclopedia of Indian Philosophies: Advaita Vedānta up to Śaṃkara and his pupils, Volume 3, pp. 103-114, Delhi: Motilal Banarsidass, ISBN 81-208-0310-8
- Raju, P.T. (1971), The Philosophical Traditions of India, Delhi: Motilal Banarsidass (1992 Reprint)
- Sarma, Chandradhar (2007), The Advaita Tradition in Indian Philosophy, Motilal Banarsidass, ISBN 978-8120813120
- Dvivedi, Manilal N. (2003). The Mandukyopanishad: With Gaudapada's Karikas and the Bhashya of Sankara. Jain Publishing Company.
- Fox, Douglas (1993). Dispelling the Illusion. Albany: SUNY Press.
- Jones, Richard H. (2014). Gaudapada: Advaita Vedanta's First Philosopher. New York: Jackson Square Books.
- King, Richard (1995). Early Advaita Vedanta and Buddhism: The Mahayana Context of the Gaudapadiya-Karika. SUNY Press.
- „GAUDAPADA”. members.upnaway.com. Архивирано из оригинала 28. 3. 2014. г. Приступљено 2014-10-24.
- „About Kavale matha”. Архивирано из оригинала 25. 12. 2018. г. Приступљено 5. 2. 2010.
- „Chronology of Events relating to Konkanis and Saraswats”. gsbkerala.com. Архивирано из оригинала 24. 10. 2014. г. Приступљено 2014-10-24.
- „History of Goa”. mapsofindia.com. Приступљено 2014-10-24.
- „Saraswat history”. Архивирано из оригинала 13. 4. 2010. г. Приступљено 2010-04-13.
- „Saraswat history”. Архивирано из оригинала 13. 4. 2010. г. Приступљено 2010-04-13.

## Spoljašnje veze
- Gaudapada на сајту Internet Archive (језик: енглески)